# Джонатан Джостар
Джонатан Джостар (яп. ジョナサン・ジョースター, Jonasan Jōsutā, Jonathan Joestar) – протагоніст першої частини манґи Химерні Пригоди ДжоДжо – Phantom Blood. В пізньому 19 столітті в Англії, молодий син аристократа Джорджа Джостара, зустрічає свого нового зведеного брата – Діо Брандо, який націлений на те, щоб зруйнувати життя Джонатана та отримати весь спадок сім'ї Джостарів. Пізніше це призводить до перетворення Діо на вампіра за допомогою "кам'яної маски". Тому Джонатан вирушає в подорож, де знаходить нових союзників та майстрів техніки Хамону (яп. 波紋, англ. Hamon), створеної для боротьби з вампірами, щоб зупинити Діо.

## Створення та розвиток

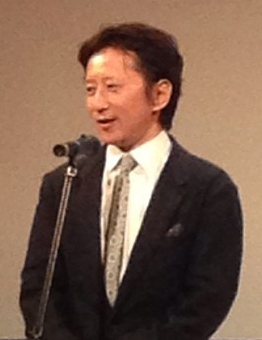
Хірохіко Аракі мав проблеми з написанням Джонатана через низьку популярність.

Автор манґи, Хірохіко Аракі, зазначив, що через щотижневий формат манґи початкове погіршення життя Джонатана через дії Діо, означало, що ріст Джонатана залишався негативним протягом кількох тижнів після прем’єри манґи, що призвело до негативного відчуття, ніби Джонатан завжди програє. А Діо, як контраст, пірближався ближче до реалізації свого зловісного плану. Аракі вирішив порушити правило постійного прогресування героя та змусив Джонатана померти, щоб врятувати свою дружину та дитину. Автор визнав, що смерть є найбільш негативним, що може статися з героєм, і назвав немислимим зробити подібне у шьонен манзі, але сказав, що оскільки він хотів передати родовід Джостарів далі, йому потрібно було, щоб Джонатан помер, а його кров і дух були передані Джозефу, головному герою Battle Tendency, другої частини серії. 
Джонатан і Діо, головний герой і антагоніст, були створені з урахуванням подвійності світла й тіні з наміром створити їх контраст між собою: Діо був зображений як втілення зла, а Джонатан як «фундаментально доброчесний» і справедливий . Аракі також використовував чорний і білий у своєму мистецтві, щоб ще більше контрастувати між ними.  Джонатан був розроблений, щоб стати символом для історії та місця дії, те, що Аракі продовжував робити з наступними героями серіалу.  Оскільки Аракі хотів, щоб серіал продовжувався з новими персонажами в сім’ї Джостар, Джонатан був спеціально написаний як «перший Джостар», який функціонуватиме як символ чистоти та гідності, а не як унікальний персонаж. Це обмежувало можливості Джонатана; ретроспективно Аракі вважав його пасивним і «трохи нудним». Фізична трансформація Джонатана протягом семирічного пропуску була здійснена з урахуванням його майбутньої битви з Діо та натхненна м’язистими кіноакторами, популярними на той час, такими як Арнольд Шварценеггер і Сильвестр Сталлоне. Будучи шанувальником манґи про карате в дитинстві, Аракі також хотів, щоб ДжоДжо випромінював ауру сили, як у Karate Baka Ichidai, що призвело до того, щоб персонаж навчився надприродній техніці Хамона. 
Створюючи історію покоління манґи, Аракі багато думав про смерть і спадок, який люди залишають у своєму житті для своїх нащадків після смерті його діда. Він черпав натхнення в американському телесеріалі Roots: The Saga of an American Family і романі East of Eden. Коріння розповідає про життя афроамериканського раба Кунти Кінте та його нащадків, яке під час перегляду Аракі почав сприймати як історію родини в серці на відміну від історії рабства та расової дискримінації.  Історія «На схід від Едему ' зосереджена навколо переплетених доль і суперництва двох сімей, які передають факел своїм нащадкам. Він високо оцінював історії, які могли б замінити свого головного героя і при цьому мати успіх. Це вплинуло на рішення Аракі остаточно вбити Джонатана Джостара та написати історію про покоління, а не зосереджуватися на одному головному герої, передаючи його «Дух» власним нащадкам. 

## Поява
Головний герой «Примарної крові», Джонатан, є сином Джорджа Джостара I, який з гордістю носить своє прізвище, але прагне бути джентльменом, який ніколи не зраджує своєму кодексу честі та захищає тих, хто потребує, навіть перебуваючи в тяжкому становищі. Він пристрасна людина, він хоче бути кращим у всьому, що він робить, будь то бійка або навіть поведінка за столом. Життя Джонатана перетворюється на нещастя, коли Діо Брандо усиновляється Джорджом, що зрештою призводить до смерті його батька, якого Діо спеціально травить заради спадку. Це спонукає Джонатана навчитися використовувати енергію Хамона від Вілла А. Цеппелі, щоб звести рахунки з Діо, хоча пізніше його сила різко зростає, коли вмираючий Цеппелі передає в нього залишки Хамона. Хоча Джонатан перемагає Діо та одружується зі своєю коханою дитинства, Еріною Пендлтон, яка народжує від нього сина Джорджа Джостара II, він все одно отримує смертельне поранення відрізаною головою Діо під час спроби забрати його тіло. Зрештою Джонатан помирає від отриманих травм, але не раніше, ніж ще більше поранить і без того сильно ослабленого Діо та використовуючи свій Хамон, щоб спричинити вибух на кораблі, на борту якого вони з Еріною подорожують, при цьому Джонатан успішно переконав Еріну втекти разом із немовлям, яке осиротіло.
Незважаючи на свою смерть, Джонатан, тим не менш, має вплив майже на всю наступну серію, при цьому де-факто будучи мертвим і більш ніколи не з'являючись в манзі та серіалі; це найбільш помітно в Stardust Crusaders (3 частина), де виявляється, що Діо вдалося видалити голову Джонатана та отримати його тіло як своє власне. Після повернення Діо пробуджує свій Стенд (інколи Станд), хоча це безпосередньо пробуджує один в тілі Джонатана та опосередковано пробуджує Стенди в нащадках Джонатана, а саме у Джозефа Джостара та Джотаро Куджо, що, у свою чергу, запускає сюжет частини, таким чином Хамон як і Джонатан вцілому пропадають з сюжету. Однак остання спроба Джонатана не була марною, оскільки вона послабила Діо до такої міри, що йому знадобилася кров нащадка Джостара, щоб повністю злитися з тілом Джонатана та отримати належний контроль над своїм Стандом.
Окрім Stardust Crusaders, вплив Джонатана присутній, але дуже ледь помітний, у трьох інших частинах серії. У Battle Tendency його надзвичайно потужний Хамон призводить до того, що його онук Джозеф не лише успадковує здатність використовувати Хамона, але й має вроджену здатність до цього. Сирота, яку Джонатан попросив Еріну врятувати, також виявилася Єлизаветою «Лізою Лізою» Джостар, яка стала дружиною його померлого сина Георга II, матір’ю Джозефа та майстром Хамона. У Vento Aureo (укр. Золотий Вітер) виявляється, що Джонатан є біологічним батьком головного героя частини, Джорно Джованни, через те, що Діо зачав сина з японкою через деякий час після його повернення. У Stone Ocean (укр. Кам'яний Океан) троє антагоністичних користувачів Стендів (Донателло Версас, Рікель та Унгало) також є біологічними синами Джонатана, хоча їхні особистості базуються на конкретних аспектах особистості Діо та не мають жодного впливу особистості Джонатана. Крім того, одна з кісток Джонатана є невід’ємним захистом від прагнення Діо «досягти раю».

## Рецепція
Критична реакція на характер Джонатана часто була неоднозначною. Читачі Weekly Shōnen Jump критикували перші кілька розділів, вважаючи Джонатана неприємним, оскільки він постійно програвав Діо в цей момент.  Клер Нейпір з ComicsAlliance критикувала роман Джонатана зі своєю дівчиною, оскільки вона займає більш помітне місце в оповіді, щоб персонаж став сильнішим у боротьбі з Діо. Нейпір стверджував, що Аракі мало знав про написання реалістичного жіночого персонажа і використовував її лише як сюжетний засіб для розвитку Джонатана. Незважаючи на сильну критику щодо першої частини , Нейпір додав: «Мені сподобалося, коли Джонатан підсвічує свої рукавички, щоб вдарити Діо. Це воно. Це мій повний захист»  Подібним чином Otaku USA сказав, що, незважаючи на свою невинність, Джонатан був «м’яким, пасивним персонажем, який підходить» через те, наскільки він слабкий у спілкуванні з Діо.  Оглядаючись назад, Comic Book Resources вважає Джонатана «переоціненим» і водночас найкращим героєм серії Аракі.  Сільверман позитивно оцінив те, наскільки головний герой Джозеф разюче відрізняється від Джонатана з частини 1 через більш зухвалу особистість першого.  Котаку описав Джозефа як кращого головного героя, ніж Джонатан, за його прояв інтелекту під час протистояння антагоністам. 